# 102536 Luanenjie
102536 Luanenjie este un asteroid din centura principală de asteroizi.

## Descriere
102536 Luanenjie este un asteroid din centura principală de asteroizi. A fost descoperit pe 28 octombrie 1999 la Xinglong în cadrul programului Beijing Schmidt CCD Asteroid Program. Asteroidul prezintă o orbită caracterizată de o semiaxă mare de 2,76 ua, o excentricitate de 0,31 și o înclinație de 10,2° în raport cu ecliptica.